# Jesse Borrego
Jesse Borrego (San Antonio, 1º agosto 1962) è un attore statunitense di origine messicana.
È noto soprattutto per aver interpretato Cruz Candelaria nel film Patto di sangue.

## Biografia
Jesse Borrego nasce a San Antonio in Texas. Si diploma al liceo Harlandale e prende in considerazione l'idea di diventare pilota dell'US Air Force. Tuttavia si laurea alla University of the Incarnate Word e inizia la carriera di attore nel 1984. Nello stesso anno partecipa ad un'audizione per Saranno famosi e si aggiudica il ruolo di Jesse Velasquez, che ha interpretato dall''84 all''87. Nel 1989 compare in un episodio di Sposati... con figli.
Borrego inizia poi a lavorare per il teatro a New York e Los Angeles. Successivamente inizia a recitare in film come New York Stories, Patto di sangue e Con Air. 
Nel 1993 è produttore di alcuni film corti in 16 mm, produzioni teatrali e concerti. Dal 2003 al 2004 ha interpretato il ruolo di Gael Ortega nella serie televisiva 24. Sempre nel 2003 ha partecipato al doppiaggio del film d'animazione Scooby-Doo e il terrore del Messico. Nel 2008 ha interpretato il serial killer George W. King nella serie televisiva Dexter.

## Filmografia

### Cinema
- New York Stories, episodio Lezioni dal vero (Life Lessons), regia di Martin Scorsese (1989)
- Patto di sangue (Bound By Honor), regia di Taylor Hackford (1993)
- Così mi piace (I Like It Like That), regia di Darnell Martin (1994)
- Stella solitaria (Lone Star), regia di John Sayles (1996)
- Retroactive - Non toccate il passato (Retroactive), regia di Louis Morneau (1997)
- Con Air, regia di Simon West (1997)
- Scelte pericolose (The Maker), regia di Tim Hunter (1997)
- Veteranos, regia di Eduardo Quiroz e Jose Quiroz (1998)
- La Mission, regia di Peter Bratt (2009)
- Colombiana, regia di Olivier Megaton (2011)
- Mission Park (Line of Duty), regia di Bryan Ramirez (2013)

### Televisione
- Saranno famosi (Fame) – serie TV, 70 episodi (1984-1987)
- Miami Vice – serie TV, episodi 4x20-5x12 (1988-1989)
- Sposati... con figli (Married... with Children) – serie TV, episodio 3x13 (1989)
- Voci nella notte (Midnight Caller) – serie TV, episodio 2x13 (1990)
- China Beach – serie TV, episodio 4x11 (1991)
- Chicago Hope – serie TV, episodio 3x19 (1997)
- E.R. - Medici in prima linea (ER) – serie TV, 4 episodi (1997-2008)
- The Hunger – serie TV, episodio 1x19 (1998)
- I magnifici sette (The Magnificent Seven) – serie TV, episodio 2x03 (1999)
- Il tocco di un angelo (Touched by an Angel) – serie TV, episodio 7x11 (2001)
- 24 – serie TV, 14 episodi (2003-2004)
- Medical Investigation – serie TV, episodi 1x19-1x20 (2005)
- CSI: Miami – serie TV, episodio 4x20 (2006)
- CSI - Scena del crimine (CSI: Crime Scene Investigation) – serie TV, episodio 8x10 (2007)
- Dexter – serie TV, 6 episodi (2008)
- Chaos – serie TV, episodio 1x13 (2011)
- Burn Notice - Duro a morire (Burn Notice) – serie TV, episodio 7x10 (2013)
- Dal tramonto all'alba - La serie (From Dusk till Dawn: The Series) – serie TV, episodi 1x06-1x07 (2014)
- American Crime – serie TV, 5 episodi (2015)
- Good Behavior – serie TV, episodio 1x07 (2016)
- Fear the Walking Dead – serie TV, 5 episodi (2017)
- Vida – serie TV, 4 episodi (2020)

## Doppiatori italiani
Nelle versioni in italiano delle opere in cui ha recitato, Jesse Borrego è stato doppiato da:
- Vittorio Guerrieri in Miami Vice, 24, American Crime
- Andrea Lavagnino in E.R. - Medici in prima linea, Dexter
- Christian Iansante in Medical Investigation, Burn Notice - Duro a morire
- Massimo Giuliani in Saranno famosi
- Massimo Rossi in New York Stories
- Stefano Valli in Retroactive - Non toccate il passato
- Lucio Saccone in CSI: Miami
- Nino D'Agata in CSI - Scena del crimine
- Pasquale Anselmo in Colombiana
- Antonio Amoruso in Mission Park
- Alessandro Budroni in Fear the Walking Dead